# Escudo spagnolo
L'escudo (in italiano: scudo) è stata un'unità monetaria utilizzata in Spagna tra il XVI e il XIX secolo.

## Storia

### Escudo de oro(1535-1833)
Nel 1519 Francesco I di Francia ridusse la purezza dell'écu au soleil a 23 carati e il peso a circa 3,44 g, in questo modo l'écu aumentò il proprio valore nominale a discapito di quello intrinseco. Con questa riforma i mercanti dei paesi vicini, in particolare quelli spagnoli, iniziarono consegnare grandi quantità di monete d'oro alla zecca francese in modo da ottenere con la stessa quantità di metallo un maggior numero di écu rispetto alla valuta originaria.
Per ovviare a questo problema Carlo V nel 1535 decise di finanziare la spedizione per la conquista di Tunisi battendo a Barcellona, con oro proveniente da Siviglia, una nuova moneta analoga all'écu e coniata in oro a 22 carati. Questo primo provvedimento diede inizio all'elaborazione della riforma monetaria, che fu attuata nel 1537 durante la convocazione delle Cortes spagnole a Valladolid. La riforma consentì la creazione dell'escudo (anche detto corona), una moneta d'oro a 22 carati e dal peso di 3,38 g, che andò a sostituire il sistema monetario ereditato dai Re Cattolici.
La grande quantità di oro proveniente dall'America causò una svalutazione dello scudo, così durante il regno di Filippo II di Spagna (1556-1598) iniziarono ad essere coniati come multipli dell'escudo i primi dobloni. I dobloni coniati da Filippo II furono il doblone (in spagnolo doblón) equivalente a due scudi e quindi chiamato anche scudo da due (in spagnolo escudo de a dos) e il doblone da quattro (in spagnolo doblón de a cuatro) equivalente a quattro scudi e nei primi anni del XVII secolo durante il regno di Filippo III di Spagna fu coniato anche il doblone da otto (in spagnolo doblón de a ocho o onza). Questo sistema rimase in vigore fino al regno di Ferdinando VII, furono coniate monete con diversi metalli e denominazioni, ma tutte con lo scudo come unità di riferimento, che equivaleva a 16 real de plata o 40 real de vellón o 350 maravedì.
Oltre a queste monete furono emesse anche tra il 1809 e il 1839 altre simili composte dello stesso metallo, purezza e peso, con valori di 80, 160 e 320 reales de vellón (2, 4 e 8 escudos). Il disegno di queste monete era formato dal busto del monarca regnante sul dritto e dallo scudo reale sul rovescio, inoltre tutte recavano la lettera corrispondente alla zecca in cui furono coniate. La maggior parte dei pezzi d'oro furono coniati nelle zecche di Madrid e Siviglia, e quindi queste monete portavano incisi una M o una S.

### Escudo de plata (1864-1869)
L'escudo fu reintrodotto durante il regno di Isabella II di Spagna, aveva un peso di 12,5 grammi di argento e una purezza di 835 millesimi, ed era suddiviso in 100 centesimi di scudo.
Prima che la regina salisse al trono nel 1833, in Spagna circolavano numerose unità monetarie con metalli, purezza, pesi e valori diversi. Per questo motivo furono fatti diversi tentativi per unificare il sistema monetario, all'epoca basato sul real e il maravedís. Inoltre, per aderire all'Unione monetaria latina si doveva disporre di una moneta unica e adattata al Sistema Metrico Internazionale. A tal fine, nel 1864 fu creato lo scudo d'argento, sostituendo quello reale, che già allora era suddiviso in un sistema decimale di 10 decimi o 100 centesimi di real.
Furono coniate monete in rame, argento e oro, con pesi, metalli e purezza completamente definiti. Le parti emesse furono di: 1, 2 e 5 centesimi di scudo in rame, 10, 20 e 40 centesimi in argento, 1 e 2 scudi in argento, e infine 2, 4 e 10 scudi in oro.
La vita del secondo scudo spagnolo fu breve, ma servì da base per l'introduzione di un sistema monetario unificato e definitivo, tanto necessario per normalizzare l'economia dell'epoca. Nel 1869, dopo la caduta della regina Elisabetta II e la costituzione di un governo provvisorio, si stabiliva che 2 scudi d'argento erano equivalenti a 5 peseta, lasciando la peseta come unità monetaria della Spagna fino al 2002.